# Zheng Shiqi
Zheng Shiqi (鄭士琦, 1873-1935) est un général chinois qui fut gouverneur militaire du Shandong du 15 octobre 1923 au 24 avril 1925 et de l'Anhui du 24 avril 1925 au 29 août 1925. Il faisait partie du Club Anfu.
Durant la seconde guerre Zhili-Fengtian, alors que l'armée de la clique du Zhili marche sur celle de la clique du Fengtian, il communique au président Cao Kun le 27 septembre 1924 pour recevoir 250 000 soldats et des armes modernes contre les forces de Zhang Zuolin en Mandchourie. Il déclare que « Mukden sera capturée dans quelques jours ».
Zheng, qui est mécontent que son rival Zhang Zuolin ait nommé Zhang Zongchang commandant du Shandong et transféré Zheng au poste de gouverneur de l'Anhui, déclare la neutralité de sa nouvelle province. Les forces du Fengtian ne sont plus autorisées à y circuler et les voies ferrées sont coupées. 
Durant la guerre Zhili–Fengtian de 1924, le général Zhang Zongchang suit la voie ferrée Tianjin-Pukou (en) pour atteindre Jiangsu et Shanghai. Zheng Shiqi déclare la neutralité du Shandong et force les forces de Zhang à repartir jusqu'à Cangzhou. Mais lorsque Duan Qirui arrive à la tête du gouvernement, il permet aux forces du Fengtian d'occuper Jiangsu tandis qu'il garantit les positions de Zheng au Shandong. Zheng permet plus tard aux forces du Fengtian de passer et, le 10 décembre, abandonne sa neutralité pour rejoindre le Fengtian.